# لی سو-سونگ
لی سو-سونگ (انگلیسی: Lee Soo-sung؛ زادهٔ ۱۰ مارس ۱۹۳۹) سیاستمدار اهل کره جنوبی است. وی از ۱۸ دسامبر ۱۹۹۵ تا ۴ مارس ۱۹۹۷ نخست‌وزیر این کشور بود.